# Золотой ледоруб России

Главная национальная премия РФ в альпинизме

«Золотой ледоруб России» — главная национальная премия РФ за лучшее альпинистское восхождение по итогам года. Вручается экспертным жюри в день торжественной церемонии под эгидой ФАР после демонстрации номинантами презентаций и рассказа о восхождении (как правило, в декабре).

## История
Учреждена в 2007 году ФАР и журналом «РИСК онсайт». Основной целью премии является популяризация, развитие и информационное освещение альпинизма и его лучших проектов и восхождений.
Основными критериями оценки номинантов на вручение премии являются стиль альпинистского восхождения (минимальное использование ИТО [искусственная точка опоры], красота маршрута, численность группы), его трудность (по российской классификации не ниже 5Б к.с.), новизна, автономность, а также чистота пройденного маршрута (отсутствие после восхождения перил, мусора, использованного снаряжения (исключая экстренные случаи)).
Процедура отбора и определения номинантов премии предполагает формирование long-list (включает в себя все заметные восхождения сезона), на основании которого экспертной комиссией формируется short-list, в который входит шесть лучших восхождений и проектов сезона. Обладатель премии определяется по итогам голосования после презентаций представителей команд-номинантов (по «гамбургскому счёту») во время торжественной церемонии ФАР.
Информационными партнёрами премии являются все крупнейшие в РФ издательства, специализирующиеся на горной тематике (журналы «Горы», «РИСК Онсайт», «Вертикальный мир»). Премия вручается исполнительным директором ФАР.
Начиная с 2009 года на церемонии награждения также стали вручать премию «Стальной ангел» лучшим женским альпинистским группам. Первыми обладателями награды стали украинки Марина Коптева и Анна Ясинская за восхождение на Асан. Они же стали (с россиянкой Галиной Чибиток) первыми женскими обладателями премии в 2011 году за первопрохождение северо-западной стены Большой башни Транго.
Первым обладателем «Золотого ледоруба России» в 2007 стала сборная команда РФ за восхождение по западной стене К2 (руководитель — Виктор Козлов). Получая премию, Николай Тотмянин сказал: «Желаю молодёжи в следующем году стоять здесь, на сцене, с этой тяпкой… Ну в общем, надрать, наконец, старикам задницы!».
В 2008 году почётным гостем и участником вручения премии стал четырёхкратный лауреат премии «Золотой ледоруб» Марко Презель, первым выступивший за изменение концепции вручения высших наград в альпинизме. В 2008 году концепция премии «Золотой Ледоруб» была изменена, что также нашло отклик в концепции вручения российской награды. В 2008 году по результатам голосования награда была вручена команде Красноярского края за зимнее восхождение на вершину 4810 (руководитель Владимир Гунько), она же стала последней, присуждённой многочисленной группе.
В 2009 году премию получила связка А. Ручкина и М. Михайлова за первовосхождение на пик 6134 м, в массиве Минья-Конка, в 2010 году иркутская двойка (Д. Веретенин и Е. Башкирцев) за первопрохождение на Селестал-пик в альпийском стиле, Китай, в 2012-м году обладателем премии стала команда из Москвы (С. Нилов, Д. Головченко, А. Ланге) за восхождение на Музтаг-Тауэр.
Почётными гостями вручения премии в разные годы были Ули Штек (2010), Нирмал Пурджа (2019) и Денис Урубко (2019). Последний также был номинантом премии 2019 за своё соло-восхождение на Гашербрум II по новому маршруту Honeymoon. В 2019 году обладателями премии стали красноярцы Денис Прокофьев, Марина Попова и Николай Матюшин за восхождение на пик Тангра-Тауэр, Пакистан.
В 2020 году награда не вручалась.

### Лауреаты
- 2007 — команда под руководством Виктора Козлова (Западная стена К2)
- 2008 — команда Красноярского края под руководством Владимира Гунько (пик 4810, зимнее восхождение)
- 2009 — Александр Ручкин, Михаил Михайлов (пик 6134 массива Минья Конка, первопрохождение)
- 2010 — Евгений Башкирцев, Денис Веретенин (Селестиал пик, первопрохождение)
- 2011 — Марина Коптева, Галина Чибиток, Анна Ясинская (Большая Башня Транго, первопрохождение)
- 2011 — Сергей Нилов, Дмитрий Головченко, Александр Ланге (Музтаг-Тауэр, первопрохождение, «Золотой ледоруб»)
- 2013 — Александр Ручкин, Вячеслав Иванов (Кусум-Кангуру, первопрохождение)
- 2014 — Алексей Лончинский, Александр Гуков (Тамсерку, первопрохождение, «Золотой ледоруб»)
- 2015 — Сергей Нилов, Дмитрий Головченко, Дмитрий Григорьев (Седой страж, первовосхождение)
- 2016 — Сергей Нилов, Дмитрий Головченко, Дмитрий Григорьев (Талай-Сагар, первопрохождение, «Золотой ледоруб»)
- 2017 — Сергей Нилов, Дмитрий Головченко (Асгард, первопрохождение)
- 2018 — Евгений Мурин, Илья Пеняев (Кызыл-Аскер, первопрохождение)[24]
- 2019 — Денис Прокофьев, Марина Попова, Николай Матюшин (Тангра-Тауэр, Пакистан, первопрохождение)[21]
- 2020-2021 — Александр Гуков и Виктор Коваль (пик Космос, Киргизия, первопрохождение)[25]

## Комментарии
1. ↑  Первыми обладателями кубка вне премии "Золотой ледоруб России" стали Екатерина Матюшевская и Анастасия Ермишина за восхождения в рамках женского Кубка ФАР в Узунколе[7].
2. ↑   В список могут быть включены восхождения команд России и стран бывшего СССР[8].